# Шишкин, Иван Владимирович
Иван Владимирович Шишкин (укр. Іван Володимирович Шишкін; род. 16 сентября 1983, Магдебург) — украинский футболист, защитник; футбольный тренер. Большую часть карьеры игрока провёл в составе клуба «Севастополь». Мастер спорта по футболу.

## Карьера игрока
Родился 16 сентября 1983 года в Магдебурге, где служил его отец. Спустя четыре года после рождения Ивана семья переезжает в Севастополь. В шестилетнем возрасте начал играть в футбол, параллельно занимаясь боксом. Азы футбола постигал под руководством Эдуарда Оноприенко на стадионе СКС, а затем тренировался у Евгения Репенкова на стадионе «Чайка». Играл вместе с Владиславом Пискуном.
В конце 1990-х выступал за севастопольский «Черноморец» в чемпионате города. Становился победителем турнира. 30 октября 1999 года в 16-летнем возрасте дебютировал в профессиональном футболе в рамках Второй лиге Украины в матче против южноукраинской «Олимпии ФК АЭС» (2:1). В 1999 году также сыграл в чемпионате Вооружённых сил Украины в Киеве, где играл под чужим именем. В следующем году присоединился к симферопольскому «Динамо» из чемпионата Крыма. Сезон 2001/02 провёл в стане севастопольской команды «Чайка-ВМС», ставшем последним в истории команды.
После расформирования «Чайки» стал игроком новосозданного клуба «Севастополь». В 2003 году некоторое время играл за команду «Алвита» в чемпионате Крыма. За «Севастополь» Шишкин выступал на протяжении девяти сезонов. Вместе с командой становился победителем Второй и Первой лиг Украины, доходил до 1/4 финала Кубка Украины 2006/07, где севастопольцы уступили донецкому «Шахтёру». Кроме того, выступал за фарм-клуб «Севастополь-2» во Второй лиге Украины. После выхода «Севастополя» в Премьер-лигу Украины Шишкин находился на просмотре в узбекском «Насафе», однако в итоге вернулся в обратно. Играл за дублирующий состав в молодёжном первенстве Украины. Проведя несколько матчей за дублёров, Шишкин сломал ключицу и потерял место в составе.
Летом 2011 года присоединился к тернопольской «Ниве», где в течение полугода играл во Второй лиге. Зимой 2012 года находился на просмотре в свердловском «Шахтёре», где вновь сломал ключицу. Вернувшись в Крым, выступал в чемпионате Севастополя за «Мегастрой» и «Форос» в чемпионате Крыма. Зимой 2013 года подписал контракт с черкасским «Славутичем», где главным тренером являлся Сергей Пучков, работавший ранее в «Севастополе». За команду во Второй лиге Украины играл в течение года.
После аннексии Крыма Россией принял российской гражданство. В сезоне 2015/16 сыграл в первом розыгрыше Премьер-лиги КФС за СКЧФ. Отыграв первый круг турнира, Шишкин принял решение завершить карьеру футболиста. После завершения карьеры выступал в чемпионате Севастополя за «Камо» и СШОР во втором дивизионе чемпионата Крыма.

## Тренерская карьера
В 2010 году по специальности «физическое воспитание» окончил Таврический национальный университет имени В. И. Вернадского.
Завершив карьеру игрока, с 2006 года работал в системе клуба СКЧФ, Работал в отделе селекции, где помогал Сергею Шиманскому. После этого стал детским тренером, возглавляя команду «Севастополь». В декабре 2020 года получил тренерскую лицензию категории «В».

## Достижения
«Севастополь»
- Победитель Первой лиги Украины: 2009/10
- Победитель Второй лиги Украины: 2006/07
- Бронзовый призёр Второй лиги Украины: 2005/06

## Статистика
| Сезон            | Клуб                     | Лига                 | Чемпионат | Чемпионат | Кубок | Кубок | Дубль | Дубль |
| Сезон            | Клуб                     | Лига                 | Игры      | Голы      | Игры  | Голы  | Игры  | Голы  |
| ---------------- | ------------------------ | -------------------- | --------- | --------- | ----- | ----- | ----- | ----- |
| 1999/00          | Черноморец (Севастополь) | Вторая лига Украины  | 5         | 0         |       |       |       |       |
| 2001/02          | Чайка-ВМС                | Вторая лига Украины  | 33        | 0         |       |       |       |       |
| 2002/03          | Севастополь              | Вторая лига Украины  | 3         | 0         |       |       |       |       |
| 2003/04          | Севастополь              | Вторая лига Украины  | 3         | 0         |       |       |       |       |
| 2004/05          | Севастополь              | Вторая лига Украины  | 22        | 0         |       |       |       |       |
| 2005/06          | Севастополь              | Вторая лига Украины  | 19        | 0         | 1     | 0     |       |       |
| 2006/07          | Севастополь              | Вторая лига Украины  | 24        | 1         | 5     | 1     |       |       |
| 2007/08          | Севастополь              | Первая лига Украины  | 32        | 1         | 2     |       |       |       |
| 2008/09          | Севастополь              | Первая лига Украины  | 24        | 1         |       |       |       |       |
| 2008/09          | Севастополь-2            | Вторая лига Украины  | 9         | 0         |       |       |       |       |
| 2009/10          | Севастополь              | Первая лига Украины  | 25        | 1         | 1     | 0     |       |       |
| 2010/11          | Севастополь              | Премьер-лига Украины | 0         | 0         |       |       | 10    | 0     |
| 2011/12          | Нива (Тернополь)         | Вторая лига Украины  | 10        | 0         |       |       |       |       |
| 2012/13          | Славутич (Черкассы)      | Вторая лига Украины  | 9         | 2         |       |       |       |       |
| 2013/14          | Славутич (Черкассы)      | Вторая лига Украины  | 21        | 1         | 2     | 0     |       |       |
| Всего за карьеру | Всего за карьеру         | Всего за карьеру     | 239       | 7         | 11    | 1     | 10    | 0     |